# You Make Me Sick
«You Make me Sick» es una canción de la cantante estadounidense Pink lanzada como el tercer y último sencillo de su álbum debut Can't Take Me Home. Logró ingresar al puesto número 33 en Estados Unidos y en la novena posición en el Reino Unido.

## Posicionamiento en listas
| Lista (2000-01)                             | Mejor posición |
| ------------------------------------------- | -------------- |
| Australia (ARIA)                            | 25             |
| Bélgica (Flandes) (Ultratip Bubbling Under) | 8              |
| Bélgica (Valonia) (Ultratip Bubbling Under) | 13             |
| Alemania (Offizielle Deutsche Charts)       | 88             |
| Irlanda (IRMA)                              | 30             |
| Países Bajos (Mega Single Top 100)          | 62             |
| Nueva Zelanda (Recorded Music NZ)           | 10             |
| Escocia (Scottish Singles Sales Chart)      | 24             |
| Reino Unido (UK R&B Chart)                  | 5              |
| Estados Unidos (Billboard Hot 100)          | 33             |
| Estados Unidos (Hot Dance Club Songs)       | 23             |
| Estados Unidos (Mainstream Top 40)          | 12             |

## Certificaciones
| País      | Organismo certificador | Certificación | Ventas certificadas | Ref.   |
| --------- | ---------------------- | ------------- | ------------------- | ------ |
| Australia | ARIA                   | Oro           | 35 000              | [ 13 ] |